# Cindy Song Ca
Ez a nagylemez Cindy Thái Tài harmadik nagylemeze, és egyben első duettlemeze. A lemez mind a 11 dala duett, melyben legjobb barátai, és egyben vietnam zenei kiválóságai énekelnek vele közösen. A lemez nagy várakozást előzött meg. Rengeteg fotót, videót, előzeteseket mutatta be róla, majd 2011. január 21-én meg is jelent. A kritikusok szerint a lemez nagyon színvonalas, de a Xin Tình Yêu Trở Lại című dalon kívül az összes felejthető alkotás. A lemez előbb említett dalán kívül egyik sem lett sláger, és ismét "csak" feldolgozások szerepeltek rajta, így a lemez nagyon kis példányszámban fogyott.

## A lemez dalainak listája
- 1. Xin Tình Yêu Trở Lại - Minh Quân
- 2. Tầm Gửi - Hoàng Lê Vy
- 3. Nụ Hôn Cuối Cùng - Vương Linh
- 4. Thứ Tha - Khánh Ngọc
- 5. Như Đã Dấu Yêu - Quách Thành Danh
- 6. Chuyện Thường Tình Thế Thôi - Nghi Văn
- 7. Hoang Mang - Anh Dũng
- 8. Yêu Mãi Ngàn Năm - Tạ Quang Hưng
- 9. Niệm Khúc Cuối - Phan Anh
- 10. Về Đây Em - Quách Tuấn Du
- 11. Tuổi Mười Ba - Hiền Thục